# Route nationale 822
Pour les articles homonymes, voir Route 822.
La route nationale 822 ou RN 822 est une ancienne route nationale française reliant, dans le département d'Eure-et-Loir, Nogent-le-Rotrou à Illiers-Combray. À la suite de la réforme de 1972, elle a été déclassée en RD 922.
De Thiron-Gardais à Illiers-Combray, la route parcourt la vallée de la Thironne.

## Tracé et communes traversées
Les communes euréliennes traversées sont :
- Nogent-le-Rotrou, rue Saint-Martin, rue Giroust, rue Villette-Gaté, rue de Sully, avenue de l'Europe ;
- Champrond-en-Perchet ;
- Arcisses ;
- Saintigny ;
- Thiron-Gardais ;
- Chassant ;
- Montigny-le-Chartif ;
- Méréglise ;
- Illiers-Combray.

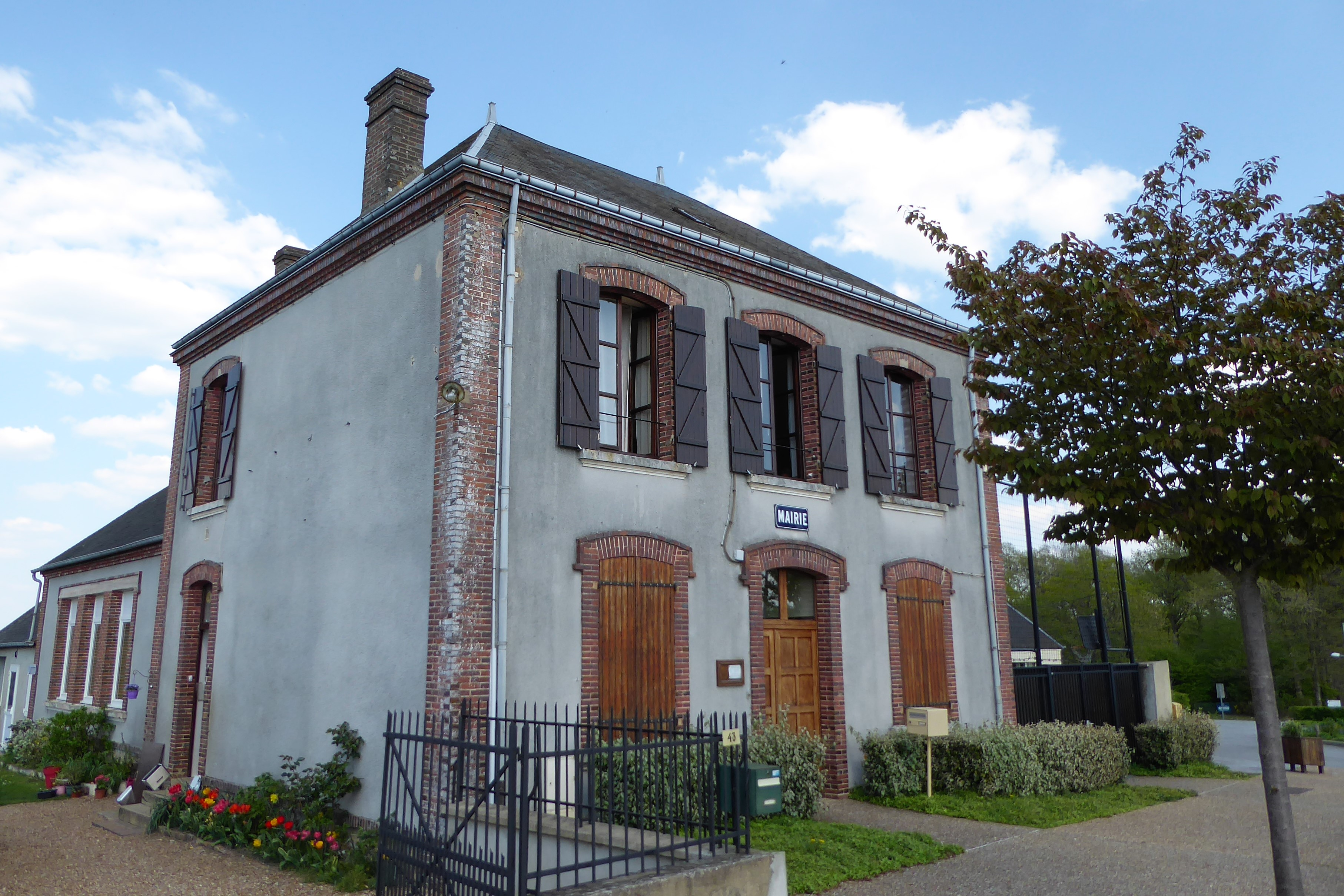
Mairie de Champrond-en-Perchet.
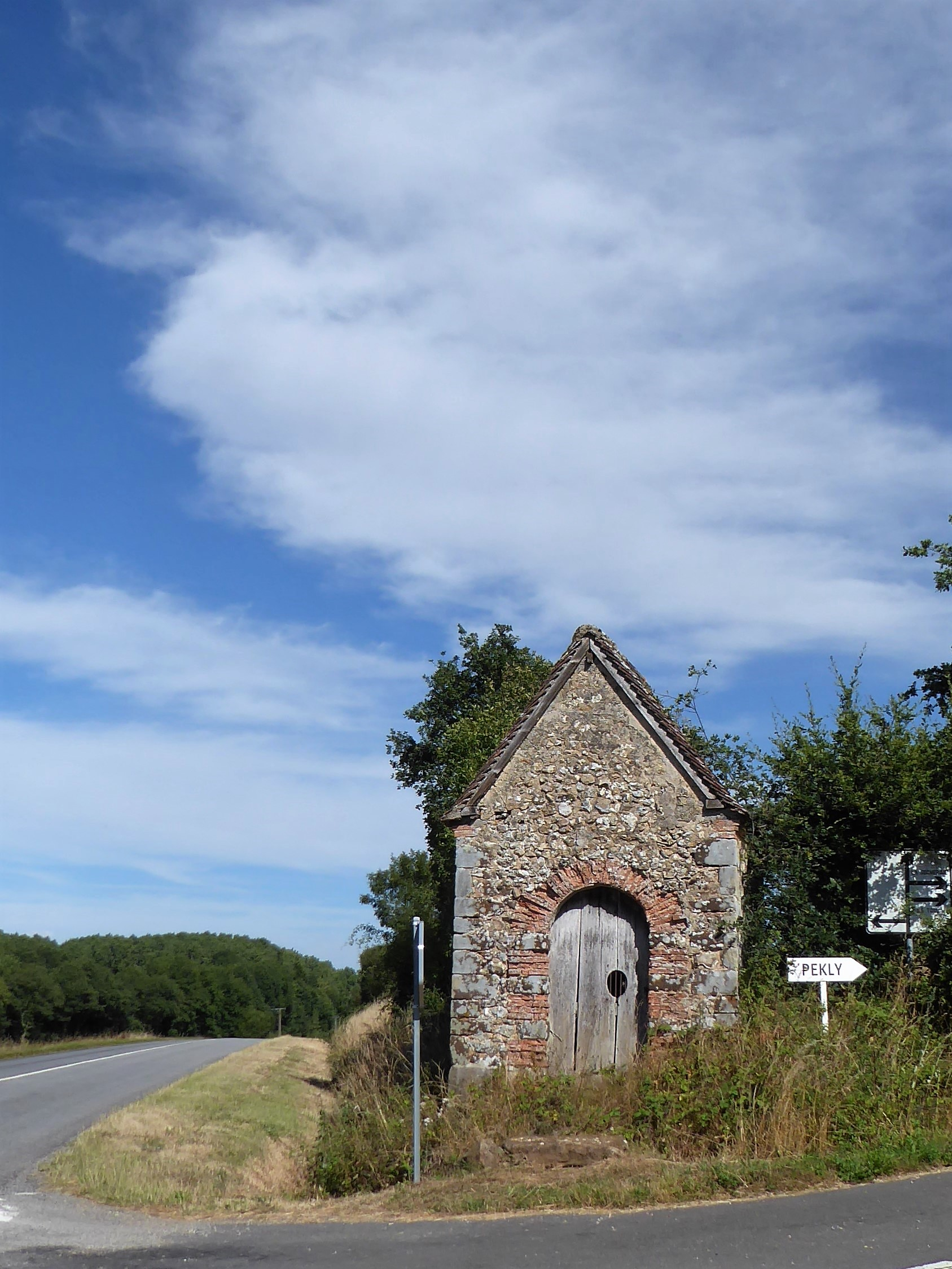
Chapelle de la Croix Saint-Jacques route de Gardais.
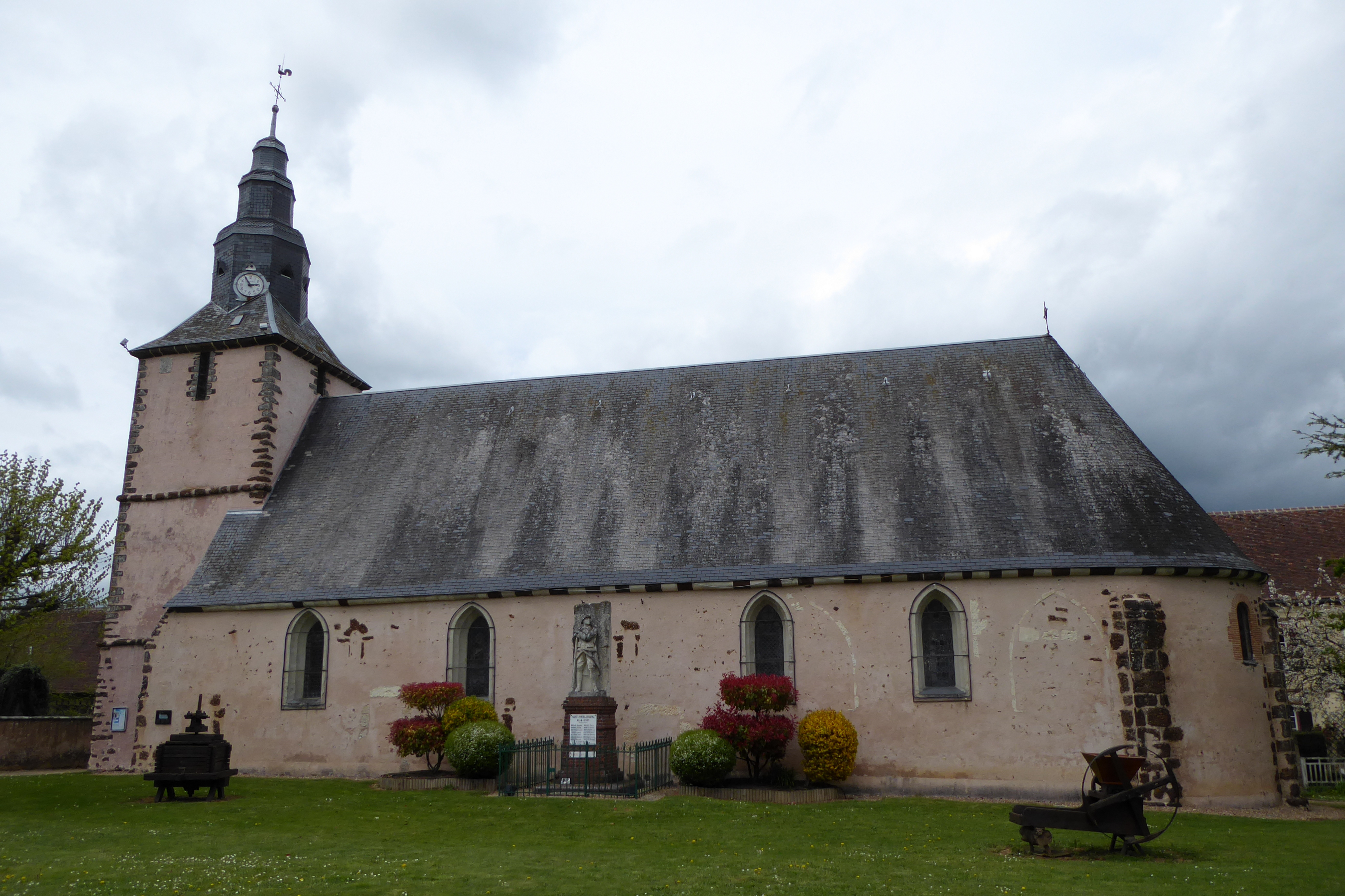
Église Saint-Lubin de Chassant.